# Anabasis ebracteolata
Anabasis ebracteolata là loài thực vật có hoa thuộc họ Dền. Loài này được Korovin ex Botsch. mô tả khoa học đầu tiên năm 1948.